# 2023 DO
2023 DO ist ein Asteroid, der zu den Erdnahen Asteroiden (Aten-Typ) zählt und am 23. Februar 2023 von MARGO, Nautschnyj (IAU-Code L51), einem privaten Observatorium des Amateurastronoms Gennadi Wladimirowitsch Borissow, entdeckt wurde. Der Asteroid wird (Stand: 15. Februar 2025) auf der NEO Risk List mit einer kumulativen Einschlagswahrscheinlichkeit von 1 zu 2000 in den Jahren 2057 bis 2073 geführt. Der Durchmesser des Asteroids wird auf etwa 20 bis 50 Meter geschätzt. Die nächste Annäherung an die Erde, bei der das Risiko eines Einschlages besteht, wird mit einer Einschlagswahrscheinlichkeit von 1 zu 2044 am 23. März 2057 erwartet.